# Бусинци
Бусинци е село в Западна България. То се намира в община Трън, област Перник.

## География
Село Бусинци се намира в планински район на 8 км от гр. Трън.

## История
В османски регистри на джелепкешаните (данъкоплатците) селото е записвано като: Бушиндже в 1453 г., Бусинче в 1576 г.; Бошенци в 1451 г.; Бисинци в Четвероевангелие от ХVI в. (л. 221б, Опис I 46, 47) и в Àпостол от ХVI в. (прип. л. 148б, Опис I 78); Бусинци в 1878 г. В известното „Бусинско евангелие“ XVI – XVII в., което сега се пази в криптата на храм „Св. Александър Невски" в София, има приписка от 1784 г. за Велико Грънчар, който дарил на черквата „филон басма за помен". В миналото традиционен занаят в Бусинци е грънчарството, с което се занимават почти всички жители и чиито произведения се продават из различни части из българските земи и извън тях.
През 1920 година в Бусинци е основана земеделска кооперация „Плуг“. В 1934 година е основана и кооперация за застраховане на добитък. Към 1935 г. земеделската кооперация има 16 членове, а животновъдната – 13.
През 1985 година селото има 67 жители.

## Културни и природни забележителности
В село Бусинци е известният „Музей на бусинската керамика", представящ уникалната бусинска керамика, наследник на средновековната българска грънчарска школа. Нейни произведения пазят Британският музей в Лондон, Лувърът и Музеят на човека в Париж, колекции в САЩ и Русия, представена е и в Българския културен център в Париж. Музеят проследява как местната грънчарска традиция се развива от 17 век до съвременното изкуство на художници-керамици.

## Личности
- Костадин Гигов – виден бусински майстор грънчар, представя блестящо бусинската школа на Първото българско изложение в Пловдив през 1892 г., получава първа награда и парична сума, с която построява хубава къща в селото, която днес е обявена за паметник на културата, автор е на прочути съдове-крондири с фигури „Сърбина“, „Гърка“, „Албанеца“, „Румънеца“, на фигура на цар Фердинанд и др. Негов син е Петър Гигов, прославил България с бусинската керамика по света.
- Петър Гигов (1915 – 1991) – с прозвище Маука, един от най-изявените потомствени бусински майстори керамици, прославил България с бусинската керамика по света, негови творби притежават Британският музей в Лондон, Лувърът и Музеят на човека в Париж, също и Българският културен център там, музейни сбирки и колекции в САЩ, Япония и Русия.